# FT Calea
Die FT Calea ist ein 1970/71 gebautes ehemaliges Fluss-Kreuzfahrtschiff der niederländischen Cruiselines Nijmegen Holding BV in Heesch, das in der Zeitcharter von dem Kölner Flussreise-Veranstalter 1AVista Reisen auf dem Rhein und seinen Nebenflüssen in Deutschland, den Niederlanden und Belgien eingesetzt wurde. Sie ist das baugleiche Schwesterschiff der ebenfalls 1971 in Fahrt gesetzten My Story.

## Geschichte
Das Kabinenschiff wurde in den Jahren 1970 und 1971 durch die Binnenschiffwerft Bodewes in Millingen am Rhein  unter der Baunummer 688 für die Holland River Line aus Rotterdam gebaut. Die Kiellegung erfolgte am 29. April 1970, der Stapellauf und die Taufe auf den Namen Holland Emerald am 6. März des Folgejahres. Die Baukosten betrugen 12 Mio. Gulden. Ab 8. Juni 1971 wurde sie nach einem Festakt im Plandienst auf dem Rhein und seinen Nebenflüssen sowie dem IJsselmeer eingesetzt.

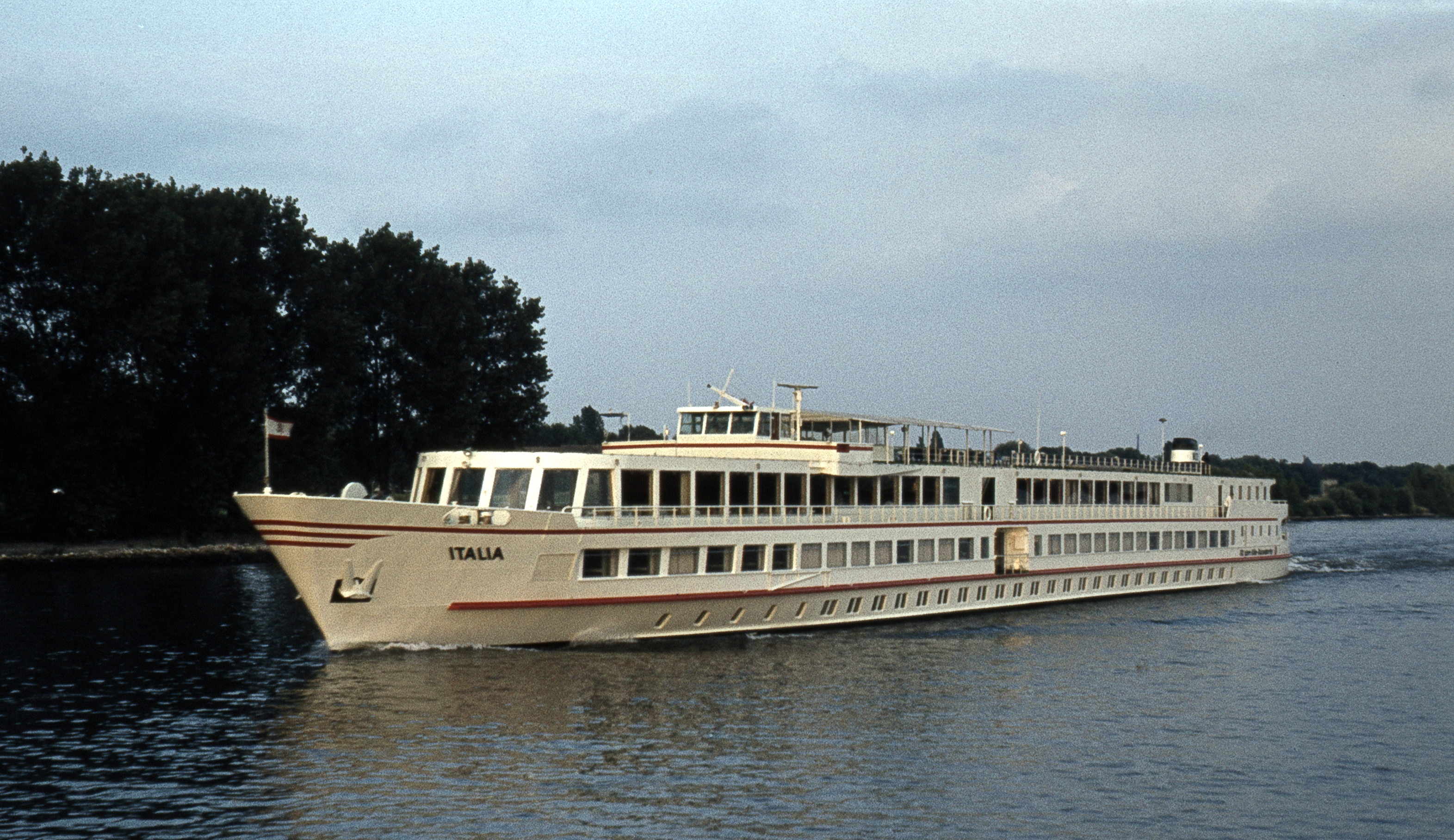
Die Italia der Köln-Düsseldorfer

Am 1. April 1976 wurde die Holland River Line mit ihren beiden Kabinenschiffen von der Köln-Düsseldorfer übernommen, die bereits sechs von der Bauart ähnliche Schiffe im Fluss-Kreuzfahrtverkehr auf dem Rhein im Einsatz hatte. Das Schiff wurde in Italia umbenannt. Im Jahre 2000 übernahm die West KD Schiffs-Invest AG, ein Tochterunternehmen der West LB, kurzfristig das Schiff. Nachdem die Viking River Cruises 2000 das defizitäre Flusskreuzfahrtgeschäft der Köln-Düsseldorfer im Paket mit allen dort eingesetzten Schiffe von der West KD übernommen hatten und keinen weiteren Einsatzbedarf für die Italia mehr sah, übertrug sie den Besitz zum Weiterverkauf an den Schiffsfonds-Anbieter  Viking Croisieres SA in Luxemburg. 2001 übernahm Bonaventura Cruising aus ’s-Gravendeel das Schiff und benannte es Bonaventura. Ein Maschinenraumbrand im April 2002 zerstörte beide Deutz-Antriebsmotoren vollständig, deshalb wurden als Ersatz zwei neue Motoren von Volvo Penta Typ D34 MS eingebaut. Im Jahr 2003 verkaufte die Reederei das Schiff an die Rhine Danube Line AG aus Basel, die es in Rhine Emerald umtauften. Seit dem abermaligen Weiterverkauf im Jahr 2007 trägt sie den Namen Bellriva und ist für den Fluss-Kreuzfahrtenanbieter 1AVista Reisen im Einsatz. Aktueller Schiffseigner ist die niederländische Cruiselines Nijmegen Holding. Das Schiff ist unter der ENI-Nr. 07001702 in Heesch, Niederlande registriert. Seit 2020 dient das Schiff als FT Calea als Altersheim.

### Zwischenfälle
- Am 26. Juni 1979 rammte ein Tank-Schubverband nach Ausfall der Ruderanlage die am Anleger Boppard liegende Italia an der hinteren Backbordseite. Nach einer siebentägigen Notreparatur war das Schiff wieder einsatzfähig. Bei den Schiffswerften De Hoop und Bodewes Binnenvaart wurden alle übrigen Schäden im Februar und März 1980 beseitigt.[2]
- Im Sommer 2007 fuhr die Bellriva gegen ein Schleusentor. Dabei wurde der Bug schwer beschädigt. Der Bug wurde bei der Meidericher Schiffswerft in neuer Form aufgebaut.[5]
- Am 17. April 2012 fuhr die Bellriva in Höhe von Rheinkilometer 347 bei Elchesheim-Illingen bei durch Nebel verursachter schlechter Sicht gegen eine Buhne. Da der Schiffsführer nicht über das notwendige Streckenpatent verfügte, manövrierte zum Zeitpunkt des Unglücks  ein Lotse das Schiff durch die dort 90 m breite Fahrrinne.[6] Da durch drei Lecks Wasser in den Schiffsrumpf eindrang, wurde das Schiff im Stadthafen Karlsruhe evakuiert. An Bord befanden sich 114 Fahrgäste und 43 Besatzungsmitglieder. Zwei Passagiere wurden mit Kreislaufproblemen in ein Krankenhaus eingeliefert.[7] Da bei der Grundberührung auch beide Schiffsschrauben beschädigt wurden, war das Schiff nach der notdürftigen Abdichtung der Lecks nicht mehr fahrfähig. Es wurde am 18. April 2012 von einem Motorgüterschiff zu einer Duisburger Schiffswerft geschleppt.[8] Das Schiff wurde auf der Meidericher Schiffswerft in Duisburg instand gesetzt und ab 25. April wieder planmäßig eingesetzt.

## Literatur

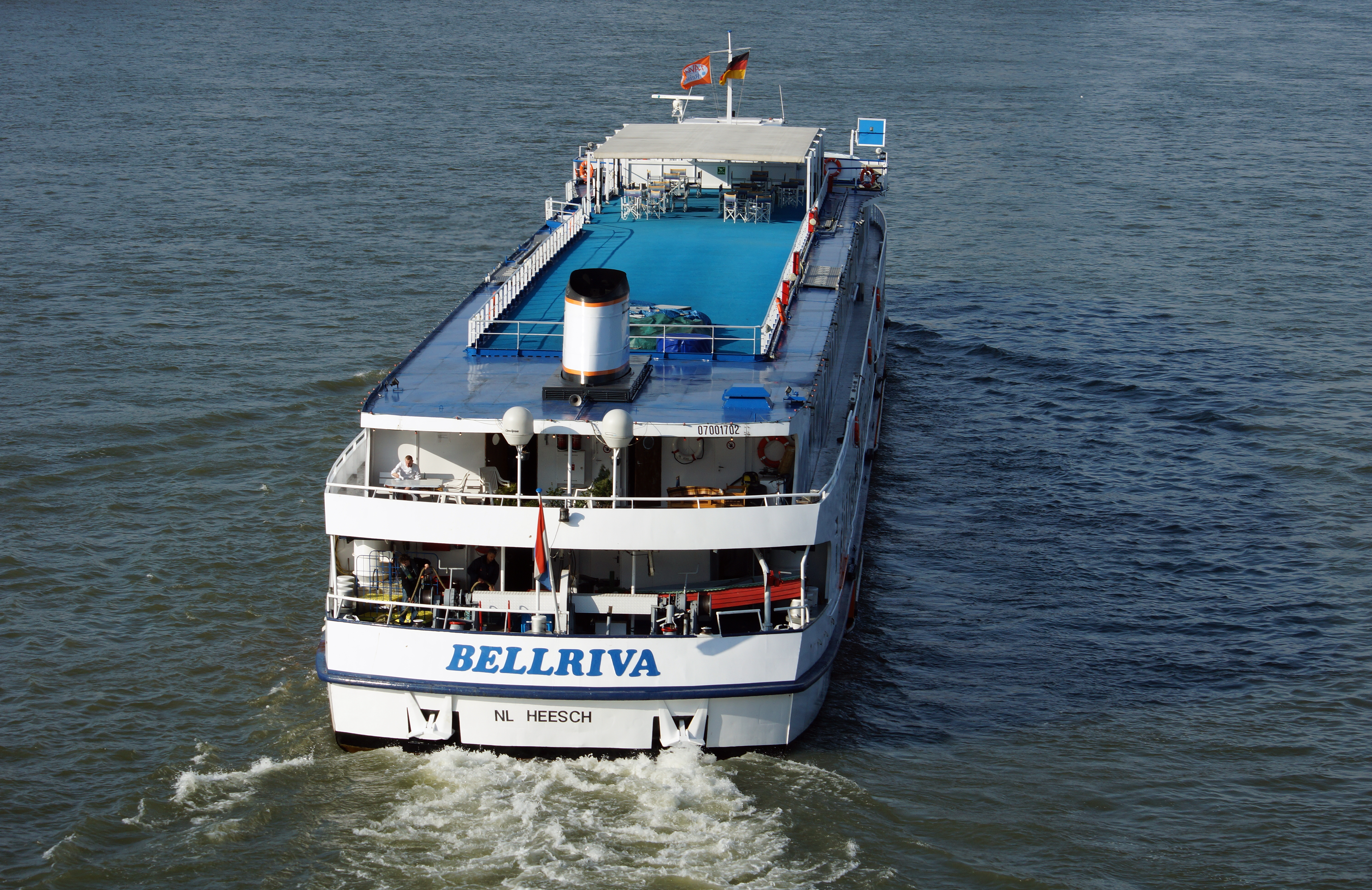
Heckansicht

## Ausstattung und Technik

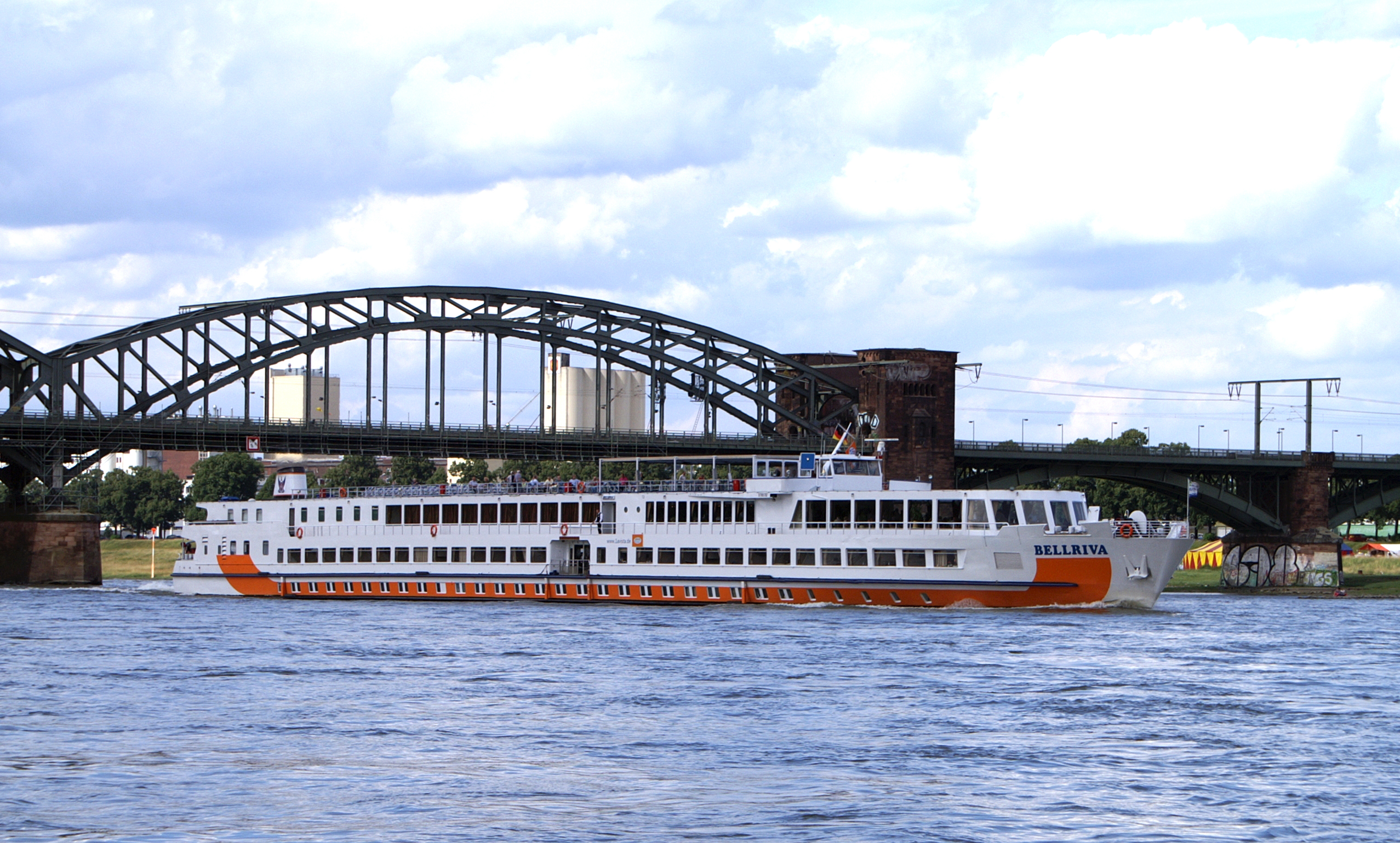
An der Kölner Südbrücke

Die FT Calea ist ein Vierdeck-Kabinenschiff mit 90 Kabinen der gehobenen Mittelklasse. Im Hauptdeck dem sogenannten Rheindeck befinden sich an die Mannschaftsräume anschließend 37 Zweibett-Kabinen und eine Sauna.  Im Oberdeck dem sogenannten Loreleydeck sind 53 Kabinen vorhanden. Die Kabinen sind zwischen 9 und 11 m² groß und verfügen  über Dusche/WC, Telefon und Sat-TV. Die Einheiten sind durchweg mit zwei getrennten Betten ausgestattet. Im vorderen Promenadendeck liegt der im Bugbereich rundum verglaste Aussichtssalon. Steuerbordseitig wurde in einem separaten Salon die Bar eingerichtet. Im mittleren Schiffsteil schließen das Restaurant und die Küche an. Auf dem mit einem Sonnensegel ausgestatteten Freideck stehen den Fahrgästen Liegestühle, Stühle und Tische zur Verfügung.
Die FT Calea wird über zwei Dieselmotoren à 476 kW von Volvo Penta über zwei HRP-Antriebe angetrieben. Das Bugstrahlruder verfügt über einen 147 kW starken Antrieb. Das Schiff ist 104,64 m lang, 11,61 m breit und 9,20 m hoch. Durch Versenken von Steuerhaus und Kamin, sowie Umlegen von Geländern und Sonnensegel kann die Höhe für Fahrten auf Gewässern mit niedrigen Brückendurchfahrten, wie Mosel und Main-Donau-Kanal, auf etwa 7,00 m verringert werden. Der Tiefgang wird mit maximal 1,40 m angegeben.